# Краснодарский муниципальный молодёжный театр
Краснодарский муниципальный молодёжный театр — муниципальный театр в городе Краснодаре.

## История театра
Краснодарский муниципальный молодёжный театр Творческого объединения «Премьера» основан 14 ноября 1991 года. Многолетнюю идею создания в Краснодаре профессионального ТЮЗа воплотили в жизнь заслуженный артист России Станислав Гронский и народный артист России Леонард Гатов. Большой вклад в становление театра внес главный режиссёр заслуженный артист России Владимир Рогульченко и директор Вячеслав Пинчук.
В 1994 году мэрией г. Краснодара театру было передано здание бывшего кинотеатра «Смена» в самом центре города. Новое здание театра открылось 19 октября 1996 года.
По замыслу руководителей ТО «Премьеры» была создана необычная театральная площадка: для зрителей привезли особые многофункциональные разборные кресла, которые позволяют формировать зал для каждого спектакля по-новому. Постановщик, располагая элементы декораций, может свободно пользоваться всем пространством помещения.
В течение многих лет «Молодёжка» с успехом оспаривает звание театра большой литературы. В разные годы основу репертуара театра составляли спектакли по произведениям А. Дюма («Молодость Людовика XIV»), А. Пушкина («Евгений Онегин», «Атанде»), Ф. Тютчева («Прощальный свет»), И. Тургенева («Месяц в деревне», «Отцы и дети»), Е. Шварца («Тень»), Ф.
Достоевского («Убивец», «Вечный муж»), М. Горького («Сцены в доме Бессеменова»), К. Гольдони («Кьоджинские перепалки»), Д. Сэлинджера («Над пропастью во ржи»), А. Чехова («Дуэль», «Чайка», «Три года») и другие.
Артисты Молодёжного театра — выпускники высших театральных школ страны: Ярославля, Екатеринбурга, Саратова, Казани, Москвы, Краснодара — объединены в единый интересный ансамбль. Их мастерство поражает психологической тонкостью и достоверностью.
Постановку спектаклей регулярно осуществляют приглашенные мастера, что дает актёрскому коллективу уникальную возможность динамичного профессионального роста. Это постановки народного артиста России, лауреата Государственной премии Павла Хомского; заслуженного артиста Латвии Адольфа Шапиро; лауреата государственной премии имени К. С. Станиславского Михаила Бычкова; лауреата Государственной премии Владимира Мирзоева; заслуженного артиста России, лауреата администрации края и лауреата премии «Хрустальная роза Виктора Розова» Владимира Рогульченко, народной артистки России Ларисы Малеванной.
Театр включает в себя один камерный зал, вмещающий от 120 до 180 зрителей.

## Участие в фестивалях и награды
- 2001 — Краевой конкурс на лучший спектакль для детей и юношества. «Над пропастью во ржи». Иван Чиров за роль Холдена Колфилда;
- 2001 — Второй международный Волковский фестиваль г. Ярославль. «Над пропастью во ржи»;
- 2001 — Седьмой региональный фестиваль «Кубань театральная» им. народного артиста СССР М. А. Куликовского. «Убивец» по роману Ф. Достоевского «Преступление и наказание». Лауреатами стали з.а. РФ Владимир Рогульченко — лучшая режиссёрская работа, Николай Симонов — художник, Ольга Резниченко — художник по костюмам, Станислав Слободянюк за роль Свидригайлова, з.а. Кубани Елена Дементьева награждена премией им. М. А. Куликовского за роль Сони Мармеладовой;
- 2002 — Смотр сценических работ театральной молодёжи. «Убивец» по роману Ф. Достоевского «Преступление и наказание». А. Алексеев за роль Порфирия Петровича; «Сцены в доме Бессеменова» по пьесе М. Горького «Мещане». Елена Яковлева за роль Полины;
- 2003 — Четвёртый международный театральный фестиваль «Радуга» г. Санкт-Петербург. «Сцены в доме Бессеменова» по пьесе М. Горького «Мещане». Станислав Слободянюк за роль Тетерева и Наталья Денисова за роль Елены;
- 2003 — Девятый региональный фестиваль «Кубань театральная» им. народного артиста СССР М. А. Куликовского. «Сцены в доме Бессеменова». Заслуженный артист РФ Владимир Рогульченко — за лучшую режиссёрскую работу, художник-постановщик Николай Симонов, художник по костюмам Ольга Резниченко, Станислав Слободянюк за роль Тетерева;
- 2004 — Главный режиссёр театра заслуженный артист РФ В. Рогульченко — лауреат премии им. Виктора Розова «Хрустальная роза Виктора Розова» за вклад в отечественную культуру;
- 2005 — Четвёртый международный театральный фестиваль «Молодые театры России» г. Омск. «Дуэль»;
- 2006 — Фестиваль искусств «Пробуждение весны» Успенский район. «Шиворот-навыворот» и «Капризная принцесса»;
- 2006 — Десятый региональный фестиваль «Кубань театральная» им. народного артиста СССР М. А. Куликовского. «Дуэль» и «Письма любви». Станислав Слободянюк за роль Фон Корена, Алексей Суханов за роль дьякона в спектакле «Дуэль». Светлана Кухарь награждена премией им. М. А. Куликовского за роль Мелиссы в спектакле «Письма любви».
- 2006 — В стенах Молодёжного театра состоялся совместный проект Творческого объединения «Премьера» и Краснодарского Государственного Университета культуры и искусств «Кафедра — театр». В спектакле «Чайка» были заняты и актёры Молодёжного театра и студенты театрального факультета кафедры актёрского мастерства.
- 2007 — Фестиваль искусств «Премьера» Успенский район. «Приключения Красной Шапочки», «Чайка» и «Письма любви»;
- 2007 — VIII международный театральный фестиваль «Мелиховская весна». «Чайка»;
- 2008 — Фестиваль искусств «Премьера» Успенский район. « Все мыши любят сыр» и «Отцы и дети»;
- 2008 — IX международный театральный фестиваль «Мелиховская весна». «Дуэль»;
- 2008 — XI фестиваль мастеров искусств Южного Федерального округа «Мир Кавказу» г. Волгоград. «Письма любви»;
- 2008 — XI региональный фестиваль «Кубань театральная-2008» им. народного артиста СССР М. А. Куликовского. «Голый король» и «Все мыши любят сыр». Иван Чиров за роль короля в спектакле «Голый король»;
- 2009 — Международный театральный фестиваль «На родине А. П. Чехова» г. Таганрог. «Дуэль»;
- 2010 — XI международный театральный фестиваль «Мелиховская весна». «Три года» (реж. Владимир Рогульченко)[1].
- 2010 — XII региональный фестиваль «Кубань театральная — 2010» им. народного артиста СССР М. А. Куликовского. «Куколка» и «Три года». Иван Чиров за роль Алексея Лаптева и заслуженный артист Кубани Виктор Плужников за роль Федора Лаптева в спектакле «Три года». Спектакль «Куколка» был признан лучшим спектаклем фестиваля.
- 2011 — Гастроли на родине А. П. Чехова в г. Таганроге, где высокую оценку критики получил спектакль «Три года».
- 2014 — I Открытый фестиваль — лаборатории современного театрального искусства «ВЕРЮ!» г. Астрахань.
- 2014 — Фестиваль «Светлые души» посвященный 85-летию В. М. Шукшина г. Тольятти. Участие в фестивале со спектаклем «Чудики».
- 2016 — Фестиваль «Артмиграция» г. Москва, со спектаклем «Шекспир. Зимняя Сказка» (реж. Даниил Безносов).
- 2016 — Участие театра в XV региональном фестивале «Кубань театральная — 2016» им. народного артиста СССР М. А. Куликовского со спектаклем «Ночь любовных помешательств»: Полина Шипулина за лучшую женскую роль второго плана — роль Елены. Лучшее музыкальное оформление; Лучшая работа постановщика (режиссёра) в драматическом театре (Даниил Безносов).
- 2018 — Национальный театральный фестиваль «Золотая Маска −2018». Номинанты премии фестиваля «Золотая Маска-2018», сезон 2016—2017: Драма/ Спектакль малой формы — «Гроза», Молодёжный театр, Краснодар Драма /Работа режиссёра — Даниил Безносов, «Гроза», Молодёжный театр, Краснодар Драма/Женская роль — Полина Шипулина, Катерина, «Гроза», Молодёжный театр, Краснодар Драма/Мужская роль — Александр Теханович, Тихон, «Гроза», Молодёжный театр, Краснодар Драма/Мужская роль второго плана — Дмитрий Морщаков, Кулигин, «Гроза», Молодёжный театр, Краснодар Драма/Работа художника — Анастасия Васильева, «Гроза», Молодёжный театр, Краснодар Драма/Работа художника по свету — Денис Солнцев, «Гроза», Молодёжный театр, Краснодар
- 2018 — участники ХІХ Международного театрального фестиваля «Радуга» со спектаклем «Гроза» А. Н. Островского в постановке Даниила Безносова.
- 2018 — Участие театра в XVI региональном фестивале «Кубань театральная — 2018» им. народного артиста СССР М. А. Куликовского со спектаклем «Дьявол». За «лучшую работу постановщика» — Денис Хуснияров, за «лучшую главную мужскую роль» — Алексей Замко (роль Евгения), за «лучшую сценографию и оформление спектакля» — Эмиль Капелюш.
- 2019 — Участие в международном театральном фестивале «Толстой» со спектаклем «Дьявол», в постановке Дениса Хусниярова. Фестиваль проходил с 4 по 7 июля 2019 года в музее-усадьбе Л. Н. Толстого «Ясная Поляна».
- 2021 — III Международный фестиваль «Театральная гавань» г. Новороссийск. Спектакль «Звериные истории» победил в номинации — «За лучший спектакль фестиваля».
- 2021 — IV Международный Большой Детский фестиваль. г. Москва. Спектакль «Золотой петушок» в постановке Ирины Ткаченко.
- 2021 — Международный фестиваль искусств «Вдохновение. Зима». Спектакль «Звериные истории» по произведению Дона Нигро в постановке Даниила Безносова.
- 2022 — IV Международный фестиваль «Театральная гавань» г. Новороссийск. Спектакль «Материнское поле» по произведению Чингиза Айтматова в постановке Даниила Безносова. Заслуженная артистка Краснодарского края Юлия Макарова и Полина Шипулина — диплом лауреата IV Международного фестиваля «Театральная гавань» в номинации «За актёрский дуэт».
- 2023 — XVII региональный фестиваль «Кубань театральная — 2023» имени народного артиста СССР, лауреата Государственной премии РСФСР М. А. Куликовского. Спектакль Краснодарского Молодёжного театра КМТО «Премьера» «Золотой петушок» (инсценировка Н. О. Макаровой по либретто В. И. Бельского и произведению А. С. Пушкина) в постановке Ирины Ткаченко победил в номинациях: «Лучшая женская роль второго плана»: Заслуженная артистка Краснодарского края Юлия Макарова за роль нянюшки Амелфы. Специальный приз жюри: Спектакль «Золотой петушок» — «За развитие традиций русского театрального авангарда и творческую смелость».
- 2023 — Всероссийский моножанровый театральный фестиваль «Комедiя-ФЕСТ» г. Нижний Новгород.со спектаклем «Ночь любовных помешательств» по пьесе Уильяма Шекспира «Сон в летнюю ночь» в постановке Даниила Безносова. Диплом за «Лучший спектакль».
- 2023 — V Международный фестиваль «Театральная гавань» г. Новороссийск со спектаклем «Ночь любовных помешательств» по пьесе Уильяма Шекспира «Сон в летнюю ночь» в постановке Даниила Безносова. Диплом «За остроту режиссёрского замысла». Александра Киселёв — дипломом "За талантливое исполнение роли Робина в спектакле «Ночь любовных помешательств».
- 2024 — Российская Национальная премия в области театрального искусства для детей «Арлекин» — 2025 года. Спектакль «Цахес» в постановке Артема Устинова вошёл в лонг-лист фестиваля.

## Спектакли

### Текущий репертуар театра
- «Эшелон» М. Рощин
- «Чудики» В. Шукшин (по рассказам Василия Шукшина, инсценировка Л. Малеванной)
- «Панды» М. Вишнек (проект «Вне сцены»)
- «Гроза» А. Н. Островский
- «Дьявол» Л. Н. Толстой по пьесе Аси Волошиной
- «Мертвые души» Николай Васильевич Гоголь
- «Нужен перевод» Брайан Фрил
- «Золотой петушок» инсценировка Н. О. Макаровой по либретто В. И. Бельского и произведению А. С. Пушкина
- «Материнское поле» Чингиз Айтматов
- «Афазия» текст А. Плотникова по фрагментам произведения Л. Н. Толстого «Война и мир»
- «Самоубийца» Николай Эрдман
- «Цахес» Эрнст Теодор Амадей Гофман
- «Любовь и голуби» Владимир Гуркин
- «Горе от ума» А. С. Грибоедов

### Готовится к постановке
«Третий звонок» спектакль-бенефис
Режиссёр — В.Плужников
27 марта 2025
«Помни» спектакль-посвящение
Режиссёр — П.Пронин
1 мая 2025
«Игрок» Ф. М. Достоевский
Режиссёр — А. Гостюхин.
3 июля 2025

### Постановки прошлых лет
- «Евгений Онегин» А. С. Пушкин
- «Месяц в деревне» И. С. Тургенев
- «Молодость Людовика XIV» А. Дюма
- «Вестсайдская история» Л.Бернстайн
- «Убивец» Ф. М. Достоевский (по роману «Преступление и наказание»)
- «Attendez!..» А. С. Пушкин (по повести «Пиковая дама»)
- «Датская история» Х. К. Андерсен (по мотивам сказки «Гадкий утёнок»)
- «Над пропастью во ржи» Д. Сэлинджер (по одноимённой повести)
- «Портной» С. Мрожек
- «Звездопад» В.Астафьев
- «Шиворот — навыворот» Ю.Энтин, Г. Гладков (музыкальная сказка)
- «Кьоджинские перепалки» К. Гольдони
- «Один день» А. Платонов (моноспектакль по повести «Река Потудань»)
- «Стулья» Э. Ионеско
- «Капризная принцесса» Г. Чеховски (музыкальная сказка)
- «Опасные связи» К. Хэмптон (по роману в письмах Шодерло де Лакло)
- «Приключения Красной Шапочки» Ю. Ким, Г. Гладков (музыкальная сказка)
- «Чайка» А. П. Чехов
- «Все мыши любят сыр» Д. Урбан (музыкальная сказка)
- «Жестокие игры» А.Арбузов
- «Сцены в доме Бессеменова» М. Горький
- «Дуэль» А. П. Чехов
- «Голый король» Е. Шварц (сказка для взрослых)
- «Письма любви» А. Герни
- «Отцы и дети» И. С. Тургенев (оригинальная сценическая версия А. Шапиро)
- «Куколка» А. Т. Аверченко (по роману «Шутка мецената» (инсценировка Л. Малеванной)
- «Попугаиха и цыпленок» Р. Тома
- «Шекспир. Зимняя сказка» У. Шекспир
- «Три года» А. П. Чехов
- «Вечный муж» Ф. М. Достоевский
- «Человек и джентльмен» Эдуардо Де Филиппо
- «Событие» В. Набоков
- «Миледи» Э.-Э Шмитт
- «Бег» Михаил Булгаков
- «Звезды светят на потолке» Й. Тидель
- «Гедда Габлер» Г. Ибсен
- «Ночь любовных помешательств» У. Шекспир
- «Звериные истории» Дон Нигро (проект «Вне сцены»)

## Труппа Молодёжного театра
- Алексеев Алексей (заслуженный артист Кубани)
- Аничкина Инга
- Великодная Евгения (заслуженная артистка Краснодарского края)
- Гоголев Владислав
- Дементьева Елена (заслуженная артистка Кубани)
- Денисова Наталья
- Дорошева Людмила (заслуженная артистка Кубани)
- Дробязко Анатолий(заслуженный артист Кубани)
- Епифанцева Татьяна (заслуженная артистка Чеченской Республики)
- Есипова Елена
- Замко Алексей (заслуженный артист Краснодарского края)
- Запольских Ульяна
- Киселёв Александр
- Ковьярова Анастасия
- Кузнецова Виктория
- Кухарь Светлана (заслуженная артистка Кубани)
- Макарова Юлия (заслуженная артистка Кубани)
- Морщаков Дмитрий (заслуженный артист России)
- Нежута Анна
- Никифорова Олеся
- Новиков Ян
- Новопашин Андрей
- Парафилов Евгений
- Плужников Виктор (заслуженный артист Кубани)
- Радул Анастасия
- Сердюков Илья
- Суханов Алексей
- Трегубова Оксана (заслуженная артистка Краснодарского края)
- Теханович Александр
- Шипулина Полина

## Режиссёры и их постановки в Молодёжном театре
- Владимир Рогульченко — режиссёр, заслуженный артист РФ («Сцены в доме Бессеменова», «Дуэль», «Отцы и дети», «Три года»,"Письма любви" и другие)
- Адольф Шапиро — режиссёр, заслуженный артист Латвии («Вестсайдская история», «Датская история»)
- Бычков, Михаил Владимирович — режиссёр, лауреат государственной премии имени К. С. Станиславского («Над пропастью во ржи», «Кьоджинские перепалки»)
- Владимир Мирзоев — режиссёр, лауреат Государственной премии России («Портной»)
- Павел Хомский — режиссёр, народный артист России, заслуженный деятель искусств РСФСР («Шиворот-навыворот», «Тень»).
- Александр Мацко — режиссёр («Опасные связи», «Попугаиха и цыпленок»)
- Татьяна Воронина — режиссёр («Эшелон»)
- Лариса Малеванная — режиссёр («Вечный муж», «Куколка», «Чудики»), Народная артистка РСФСР.
- Даниил Безносов — режиссёр («Шекспир. Зимняя сказка», «Ночь любовных помешательств», «Гроза», «Панды», «Человек и джентльмен», «Звериные истории», «Бег», «Мертвые души», «Материнское поле».)
- Александр Плотников («Афазия»)
- Александр Шавлов («Самоубийца»)
- Артём Устинов («Цахес»)
- Александр Кладько — режиссёр («Любовь и голуби»)
- Константин Демидов — режиссёр («Событие», «Гедда Габлер»)
- Павел Пронин — режиссёр («Звезды светят на потолке»,"Горе от ума",)
- Михаил Чумаченко — режиссёр («Миледи»)
- Денис Хуснияров — режиссёр («Дьявол»)
- Григорий Дитятковский — режиссёр («Нужен перевод»)
- Ирина Ткаченко — режиссёр-хореограф («Золотой петушок»)